# Solbjerg Plads
Solbjerg Plads ligger på Frederiksberg og er hjemsted for Copenhagen Business School – tidligere kendt som Handelshøjskolen i København. Bygningen blev indviet i 2000 og rummer Det Erhvervsøkonomiske Fakultet. Pladsen skiftede i Oktober 2022 navn til Bent Fabricius-Bjerres Plads.

## I nabolaget findes
- Frederiksberg Centret

- Falkoner Biografen

- Frederiksberg Station

- Falkoner Centret

- Frederiksberg Hovedbibliotek